# Kościół św. Agaty Gotów
Kościół św. Agaty Gotów (wł. Chiesa di Sant'Agata dei Goti) – rzymskokatolicki kościół tytularny w Rzymie. 
Świątynia ta jest kościołem rektoralnym parafii Santa Maria ai Monti oraz kościołem tytularnym.
Określenie Gotów (wł. dei Goti) w odniesieniu do kościoła jest związany z tym, że świątynia ta w V-VI wieku służyła gockiej ludności mieszkającej w Rzymie. 

## Lokalizacja
Kościół znajduje się w I Rione Rzymu – Monti przy Via Mazzarino 16.

## Patronka
Patronką świątyni jest św. Agata – męczennica, która poniosła śmierć za wiarę chrześcijańską w 251 roku w Katanii na Sycylii.

## Historia
Nie wiadomo dokładnie kiedy kościół wybudowano. Dawniej uważano, że został zbudowany około 460 roku przez Rycymera dla Ostrogotów. Jednak analiza istniejącej struktury budowli sugeruje, że powstała ona w IV wieku, zatem Rycymer przeprowadził renowację wcześniejszego kościoła. Kościół był używany przez arian, później, być może, przez pewien czas stał opuszczony, a w 592 lub 593 roku został przejęty przez katolików i ponownie konsekrowany przez papieża Grzegorza I. Na początku IX wieku za pontyfikatu Leona II kościół przeszedł renowację, kolejna miała miejsce za papieża Leona IV. Następnie, jeszcze w tym samym stuleciu przy kościele założono klasztor, w którym w XI wieku zamieszkali benedyktyni, przebywający w nim do XIII wieku. W 1461 roku w kościele położono podłogę cosmatesca. W tym czasie świątynia pełniła rolę kościoła parafialnego. Kolejna renowacja kościoła miała miejsce w pierwszym trzydziestoleciu XVI wieku. W 1567 roku kościół został przekazany humiliatom, co pociągnęło za sobą likwidację parafii. Już w 1579 roku kompleks został przekazany zgromadzeniu wilhelmianów. W 1589 roku zawaliła się apsyda, która następnie w 1633 roku została częściowo odbudowana. W tym samym roku założono sufit oraz ozdobiono ściany nawy cyklem fresków przedstawiających męczeństwo św. Agaty. W związku z okupacją francuską mnisi opuścili kompleks w 1809 roku. Po przywróceniu rządu papieskiego w 1815 roku kompleks na krótko przejęli jezuici, którzy prowadzili tutaj szkołę, do czasu przekazania budynków Pobożnym Nauczycielkom Filippini w 1820 roku, które z kolei w 1836 roku na polecenie papieża Grzegorza XVI oddały je Papieskiemu Kolegium Irlandzkiemu (Pontificio Collegio Irlandese). W 1926 roku kościół został przekazany Zgromadzeniu Najświętszych Stygmatów. 

## Architektura i sztuka
Ściany zewnętrzne kościoła są z cegły. W XVII wieku zostały pokryte sztukaterią, ale w latach 30. XX wieku zostały one zerwane. Zewnętrzna ściana półkolistej absydy częściowo przetrwała zawalenie pod koniec XVI wieku (zniszczona została wówczas koncha i jej mozaika), ma ona spadziste przypory i widoczne są kontury dwóch okien, które zostały zamurowane we wczesnym okresie.
To, co pozostało z XII-wiecznej romańskiej dzwonnicy, jest schowane w rogu pomiędzy krużgankami a lewą nawą kościoła. Obecnie ma tylko jedną kondygnację powyżej poziomu dachu nawy z dwoma wąskimi otworami dźwiękowymi z każdej strony.
Fasada wejściowa została przebudowana przez Francesco Ferrari w 1729 roku. Nie jest ona częścią kościoła, ale miała być wejściem do krużganków. Kompozycja jest jednokondygnacyjna. Wejście flankują dwie pary gigantycznych pilastrów kompozytowych, wspierających belkowanie, którego fryz zawiera krótki napis dedykacyjny: [Dedicata] S[anctae] Agatha v[irgini] e[t] m[artiri. Powyżej znajduje się trójkątny fronton, w którego tympanonie jest głowa putta ze skrzydełkami. Nad drzwiami umieszczono tondo ze stiukową płaskorzeźbą przedstawiającą św. Agatę. Po bokach tonda znajdują się głowy puttów. Za tą fasadą znajdują się krużganki, po każdej stronie których arkady mają po trzy łuki, oddzielone filarami. W centrum dziedzińca znajduje się (obecnie nieczynna) studnia z 1530 roku z dwoma marmurowymi filarami.
Kościół jest bazyliką o trzech nawach. Arkady między nawami mają siedem łuków, podtrzymywanych przez sześć granitowych kolumn jońskich po każdej stronie, przy czym pierwsza para została zamurowana, aby stworzyć dwa przedsionki wejściowe. Ponadto dwie pary kolumn zostały umieszczone w ścianach otaczających kaplice na końcach naw. Nad kolumnami arkad znajdują się tonda z 1863 roku z wizerunkami irlandzkich świętych. Powyżej belkowania umieszczono prostokątne okna. Pomiędzy nimi znajduje się XVII-wieczny cykl fresków przedstawiających legendarne sceny męczeństwa św. Agaty, przypisywany Paolo Perugino.
Sufit kasetonowy zdobią rozety i liście akantu, wykonał go Simone Laggi według projektu przypisywanego Domenico Castelli. Podłoga z lat 30. XX wieku zawiera pozostałości oryginalnej XV-wiecznej posadzki cosmatesca. Łuk tęczowy wspiera para gigantycznych jońskich pilastrów.
Nad ołtarzem znajduje się cyborium z XII wieku, zmontowane i postawione w tym miejscu w 1933 roku (wcześniej zdemontowane części leżały w portyku przez trzy stulecia). W jego skład wchodzą cztery marmurowe kolumny wspierające górną część, w której z kolei sześć małych kolumienek z każdej strony podtrzymuje zadaszenie.
Koncha apsydy mieści fresk Chwała św. Agaty, wykonany w XVII wieku. Pierwotnie była tu mozaika (znana z zachowanego rysunku autorstwa Alfonso Chacóna) przedstawiająca Chrystusa trzymającego otwartą księgę. Mozaika ta została zniszczona w 1589 roku w efekcie zawalenia apsydy. Po zniszczeniu mozaiki Giacomo Rocca namalował Męczeństwo św. Agaty, ale malowidło to również uległo zniszczeniu.
Organy przy wejściu do klasztoru pochodzą z 1703 roku.
Na końcu prawej nawy znajduje się ołtarz św. Agaty z 1504 roku z drewnianą figura świętej z XVIII wieku. Kaplica na końcu lewej nawy poświęcona jest św. Kasprowi Bertoni, założycielowi Zgromadzenia Najświętszych Stygmatów.

## Ciekawostki
Cechą charakterystyczną tego kościoła jest to, że został pierwotnie zbudowany nie przy użyciu rzymskiej stopy jako jednostki miary (0,296 metra), ale zamiast tego zastosowano stopę bizantyjską (0,315 metra). Innym kościołem w Rzymie o tej osobliwości jest kościół św. Jana w Łacińskiej Bramie.

## Kardynałowie diakoni
Kościół św. Agaty Gotów jest jednym z kościołów tytularnych nadawanych kardynałom-diakonom (Titulus Sanctae Agathae in Urbe). Wcześniej tytuł brzmiał Sant'Agata alla Suburra (łac. Sanctae Agathae in Suburra), natomiast w 1922 roku został zmieniony na Sant'Agata de’ Goti (łac. Sanctae Agathae in Urbe).
Kardynałowie tytułu Sant'Agata alla Suburra

- Oderisio di Sangro (ok. 1112–1137)[a]
  - Benedetto Caetani, komendatariusz (1291-1294)
  - Francesco Caetani, administrator (1302-1310)
- Bernard de Garves (1310–1327), komendatariusz (1327-1329)
- Galeotto Tarlati de Petramala (1378–1387)
- Louis de Bar[b] (1397–1409)
- Bartolomé Martí (1496–1500)
- Ludovico Podocathor tytuł prezbiterialny pro hac vice (1500–1504)
- Gabriele de’ Gabrielli (1505–1507)
- vacat (1507–1517)
- Ercole Rangone (1517–1527)
- Pirro Gonzaga (1528–1529)
- Tiberio Crispi (1545–1551) tytuł prezbiterialny pro hac vice (1551–1562)
- Fulvio della Corgna tytuł prezbiterialny pro hac vice (1562–1565)
- Giovanni Michele Saraceni tytuł prezbiterialny pro hac vice (1565)
- Giovanni Battista Cicala tytuł prezbiterialny pro hac vice (1565–1568)
- Tolomeo Gallio (1568–1587)
- Girolamo Mattei (1587)
- Benedetto Giustiniani (1587–1589)
- Federico Borromeo (1589–1591)
- Charles de Lorraine-Vaudémont (1591–1607)
- Luigi Capponi (1608–1620)
- Marcantonio Gozzadini tytuł prezbiterialny pro hac vice (1623)
- Ottavio Ridolfi tytuł prezbiterialny pro hac vice (1623–1624)
- Francesco Barberini (1624–1632)
- Antonio Barberini (1632–1642)
- Giulio Gabrielli (1642–1655)
- Giovanni Stefano Donghi (1655–1669)
- Fryderyk z Hesji (1670–1682)
- Girolamo Casanate (1682–1686)
- Felice Rospigliosi (1686–1688)
- Benedetto Pamphili (1688–1693)
- Carlo Bichi (1693–1718)
- Lorenzo Altieri (1718–1730)
- Carlo Colonna (1730–1739)
- Carlo Maria Marini (1739–1741)
- Alessandro Albani (1741–1743)
- Agapito Mosca (1743–1760)
- Girolamo Colonna di Sciarra (1760–1763)
- Prospero Colonna di Sciarra (1763–1765)
- Luigi Maria Torregiani (1765–1777)
- Domenico Orsini d’Aragona (1777–1779)
- Andrea Negroni (1779–1789)
- Raniero Finocchietti (1789–1793)
- Ludovico Flangini Giovanelli (1794–1800)
- Ercole Consalvi (1800–1817)
- Agostino Rivarola (1817–1826)
- Juan Francisco Marco y Catalán (1829–1841)
- Giacomo Antonelli (1847–1868); in commendam (1868–1876)
- Frédéric de Falloux du Coudray (1877–1879)
- Giuseppe Pecci (1879–1890)
- vacat (1890–1894)
- Andreas Steinhuber (1894–1907)
- Gaetano Bisleti (1911–1922)

Kardynałowie tytułu Sant'Agata de’ Goti
- Gaetano Bisleti (1922–1928) tytuł prezbiterialny pro hac vice (1928–1937)
- Konrad von Preysing tytuł prezbiterialny pro hac vice (1946–1950)
- John Francis D’Alton tytuł prezbiterialny pro hac vice (1953–1963)
- Enrico Dante (1965–1967)
- Silvio Oddi (1969–1979), tytuł prezbiterialny pro hac vice (1979–2001)
- Tomáš Špidlík (2003–2010)
- Raymond Leo Burke (2010-nadal)